# Mariana Bittencourt
Mariana Bittencourt  é uma modelo brasileira, irmã gêmea de Carolina Bittencourt, que também era modelo.

## Carreira
Começou a carreira com um editorial para a revista Elle, que acabou virando capa. Atualmente pertence ao cast da Ford Models Brasil e é referenciada como uma das mais disputadas tops do Brasil. Já foi capa da revista Cosmopolitan francesa em julho de 1997 e da revista Joy em dezembro de 2002. Foi capa também da Vogue espanhola, Elle estadunidense, Vogue alemã e Marie Claire alemã. Vive em Nova Iorque. Em 2001, participou da novela Porto dos Milagres, da Rede Globo, interpretando a personagem Mayara.